# Ciao amore, come stai
Ciao amore, come stai è il primo album in studio da solista del cantante pop italiano Riccardo Fogli, pubblicato nel 1973, a pochi mesi dall'uscita dell'artista dai Pooh, band di cui era bassista e voce.
L'album non ottiene un grande riscontro di vendita e in radio vengono passati solo alcuni brani di scarso successo come Due regali, Oh Mary, Strana donna e La prima notte senza lei, dai quali vengono ricavati anche due 45 giri.
Il risultato fu per circa tre anni la carriera del cantautore toscano subì un forte rallentamento. 
È un disco con una forte presenza orchestrale.
Diversamente dalla sua esperienza nei Pooh, qui Fogli compare spesso come coautore delle canzoni, scrivendo i testi di alcune di esse, avvalendosi di compositori affermati per le musiche e di parolieri per le liriche restanti.
L'anno seguente Riccardo Fogli partecipa al Festival di Sanremo con il brano Complici, e Strana donna come lato B.
Successivamente, la RCA Italiana pubblica una raccolta antologica, nella quale vengono incluse molte delle canzoni di questo disco.
A 44 anni di distanza dalla sua prima uscita, nel 2017, il disco viene pubblicato su CD dalla On Sale Music che inserisce anche ben 10 tracce bonus.

## Tracce
LATO A
1. Due regali – 3:42 (testo: Riccardo Fogli – musica: Luigi Lopez; edizioni musicali Delta, RCA)
2. Strana donna – 3:52 (testo: Sergio Bardotti, Sergepy – musica: Giovanni Ullu; edizioni musicali RCA)
3. Karin non piange mai – 3:36 (testo: Sergio Bardotti – musica: Luigi Lopez, Sergepy; edizioni musicali Delta, RCA)
4. E io poeta – 3:48 (testo: Carla Vistarini, Riccardo Fogli – musica: Luigi Lopez; edizioni musicali Delta, RCA)
5. La prima notte senza lei (I) – 2:38 (testo: Riccardo Fogli – musica: Luigi Lopez; edizioni musicali Delta, RCA)

LATO B
1. Oh Mary – 4:31 (testo: Paolo Dossena, Carla Vistarini – musica: Luigi Lopez, Gordon Faggetter; edizioni musicali Delta, RCA)
2. Un nuovo sentimento – 2:32 (testo: Sergio Bardotti – musica: Adriano Monteduro, Toto Torquati, Sergepy; edizioni musicali RCA)
3. Più che simpatia – 3:12 (testo: Sergepy, Sergio Bardotti – musica: Ignace Baert; edizioni musicali RCA)
4. Lucia – 2:57 (Marco Luberti; edizioni musicali Delta, RCA)
5. E tu che pensi di me – 3:15 (testo: Sergio Bardotti – musica: Luigi Lopez, Sergepy)
6. La prima notte senza lei (I) – 2:38 (testo: Riccardo Fogli – musica: Luigi Lopez; edizioni musicali Delta, RCA)

## I singoli estratti
- Due regali/Oh Mary - 1973
- Strana donna/La prima notte senza lei - 1973
- Complici/Strana donna - 1974